# Choroba Gorhama

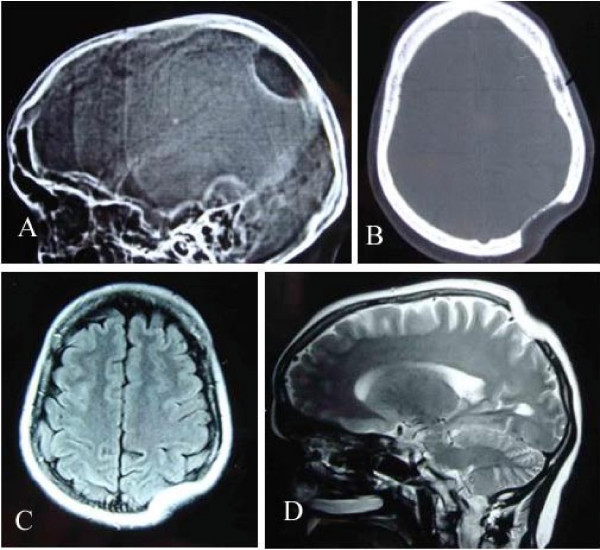
Obrazy RTG (A), TK (B) i MR (C, D) uwidaczniające ubytek kostny pokrywy czaszki u pacjentki z chorobą Gorhama

Choroba Gorhama (choroba Gorhama-Stouta, ang. Gorham's disease, massive osteolysis of Gorham, vanishing/disappearing bone disease, Gorham-Stout syndrome, phantom bone disease) – rzadka, wrodzona choroba kości, charakteryzująca się proliferacją naczyń limfatycznych prowadzącą do osteolizy i zniszczenia struktury kości. Mechanizm rersorpacji tkanki kostnej pozostaje nieznany. Jednostkę chorobową opisali jako pierwsi Gorham i wsp. w 1954 roku.